# North Palisade
North Palisade ist ein 4343 m hoher Berg in der Berggruppe Palisade Range in der Sierra Nevada im Bundesstaat Kalifornien der Vereinigten Staaten. Er liegt auf der Grenze von Inyo County und Fresno County.
Der Berg gilt als höchster Berg des Fresno Countys, dritthöchster Berg der Sierra Nevada und vierthöchster Berg von ganz Kalifornien.

## Geschichte
Der Berg  wurde am 25. Juli 1903 von Joseph N. Le Conte, James K. Moffitt und James S. Hutchinson erstbestiegen. Im 19. Jahrhundert gab es eine Vielzahl von verschiedenen Namen für den Berg: von Northwest Palisade (1878) über Dusy's Peak (1879) bis Brower Palisade. Dennoch hat sich der Name North Palisade durchgesetzt.

## Geographie
Der Gipfel liegt in der Palisade Range der Sierra Nevada, auf der Grenze zwischen dem Kings-Canyon-Nationalpark im Westen und der John Muir Wilderness im Osten. Mit einer Schartenhöhe von etwa 882 m hat er mehrere Nebengipfel.

### Umgebung
An der Nordostflanke befinden sich mehrere Gletscher. Der Palisade-Gletscher an der Ostseite gilt zusammen mit dem Middle Palisade-Gletscher als längster Gletscher der Sierra Nevada und als südlichster der Vereinigten Staaten. In der Umgebung liegen mehrere mehr oder weniger große Gipfel, umgeben von für die Sierra Nevada recht typischen Bergseen. Östlich des Bergs beginnt nach einigen weniger hohen Bergketten das Owens Valley mit dem Ort Big Pine etwa 21 km ostnordöstlich.
Gipfel in der Umgebung sind der Mount Robinson und der Thunderbolt Peak im Norden, der Mount Gayley und Mount Sill im Osten, der Starlight Peak und Polemonium Peak als Nebengipfel im Nordwesten und Südosten, der Mount Jepson im Südosten, Columbine Peak Westen und der Mount Winchell und Mount Agassiz im Nordwesten. Die Dominanz beträgt etwa 51,76 km, der Berg ist also die höchste Erhebung im Umkreis von 51,76 km. Er wird überragt von dem südsüdöstlich liegenden Mount Williamson, dem zweithöchsten Berg der Sierra Nevada.

## Nebengipfel
In unmittelbarer Umgebung zu North Palisade können drei Gipfel als Nebengipfel angesehen werden.

### Starlight Peak
Der Starlight Peak liegt nordwestlich von North Palisade in der Palisades Range. Er hat eine Höhe von 4330 m bei einer Schartenhöhe von nur 24 - 48 Metern. Etwa 100 m südsüdöstlich befindet sich North Palisade, etwa 330 Meter nordwestlich liegt der Thunderbolt Peak. Der Berg gilt als anspruchsvoll zu besteigen (Klasse 5.5) und ist bekannt für den Milk Bottle, einen knapp über 6 m hohen aufrechten Felsmonolithen auf dem Gipfel, ähnlich wie beim Thunderbolt Peak.

### Polemonium Peak
Der Polemonium Peak liegt südöstlich von North Palisade. Er hat eine Höhe etwa 4294 m bei einer Schartenhöhe von etwa 49 – 73 Metern. Etwa 230 Meter nordwestlich befindet sich North Palisade, etwa 800 m östlich der Mount Sill. Bei Bergsteigern ist er hauptsächlich nur wegen der Nähe zu North Palisade und seinem Status als Fourteener beliebt.

### Thunderbolt Peak
Der Thunderbolt Peak liegt nordwestlich von North Palisade und Starlight Peak. Er hat eine Höhe von 4270 m bei einer Schartenhöhe von 62 – 74 Metern. Der Gipfel ist bekannt für seine anspruchsvolle Besteigung, so war er der zuletzt bestiegene kalifornische Berg über 14.000 Fuß. Auf dem Gipfel erhebt sich ein Felsmonolith, in den bei der Erstbesteigung 1931 ein Blitz einschlug, daher kommt der Name Thunderbolt Peak (von englisch Thunderbolt, deutsch Blitz).